# Kilrush
Kilrush (en irlandais : 'Cill Rois', l'église des bois) est une ville du comté de Clare, en Irlande.
La ville de Kilrush compte 2 694 habitants en 2006.

## Histoire
Kilrush existe depuis le XVIe siècle, mais les ruines d'une église précédente dans le cimetière local suggèrent une histoire beaucoup plus ancienne. On pense que le nom Cill Rois est dérivé de Church of the Wood (l'église du bois), ce qui correspondrait à l'emplacement des ruines de l'église. Il faudra attendre le XVIIIe siècle pour que le village d'alors connaisse un développement majeur. Ce développement a coïncidé avec la succession de John Ormsby Vandeleur en tant que propriétaire le plus riche localement. D'origine néerlandaise, la famille Vandeleur , nouveau proppriétaire, était la famille la plus importante de West Clare. L'aménagement de la ville lui est dû et de nombreux noms de rues actuels dérivent des noms de famille Vandeleur.
Les Vandeleurs s'étaient installés dans la région, en tant que locataires du comte de Thomond sur un terrain à Ballynote, Kilrush, vers 1656. Giles, le premier Vandeleur de la région était le père du révérend John Vandeleur qui fut nommé prébende d'Iniscathaigh en Mars 1687. Il fut enterré à Kilrush en 1727. En 1749, John Vandeleur, fils du révérend John, acheta des terres à West Clare pour une valeur de 982 606 £, de la fortune qu'il avait acquise comme l'un des commissaires pour l'attribution de loyers en Irlande.
John Ormsby Vandeleur a construit la grande maison familiale, Kilrush House en 1808. Il possédait une grande partie de Kilrush. Avec la richesse obtenue grâce à un mariage financièrement avantageux et quelques magouilles politiques, il a décidé de développer la ville. Un homme d'affaires écossais, James Paterson, qui avait été lieutenant de canonnière jusqu'en 1802, l'assista dans ce projet. Paterson s'est lancé dans le commerce de l'avoine dans l'ouest de Clare et, en 1802, on lui a donné un emplacement sur la place de Vandeleur où il a érigé un bâtiment de six étages.
Les guerres napoléoniennes (1799-1815) entraînent une augmentation des prix agricoles. Alors que Kilrush et la campagne voisine commençaient à prospérer, Hely Dutton rapporta en 1808 que la ville "montait rapidement en cprospérité". Il a également reconnu le rôle de Paterson en tant qu '« habitant très actif et intelligent, qui a été d'une grande utilité pour Kilrush et les comtés voisins ». En 1812, Paterson se lança dans le commerce maritime et, en 1817, il avait un bateau à vapeur qui opérait régulièrement entre Limerick et Kilrush. La popularité croissante de Kilkee en tant que station balnéaire a amené de nombreux voyageurs en transit à Kilrush.

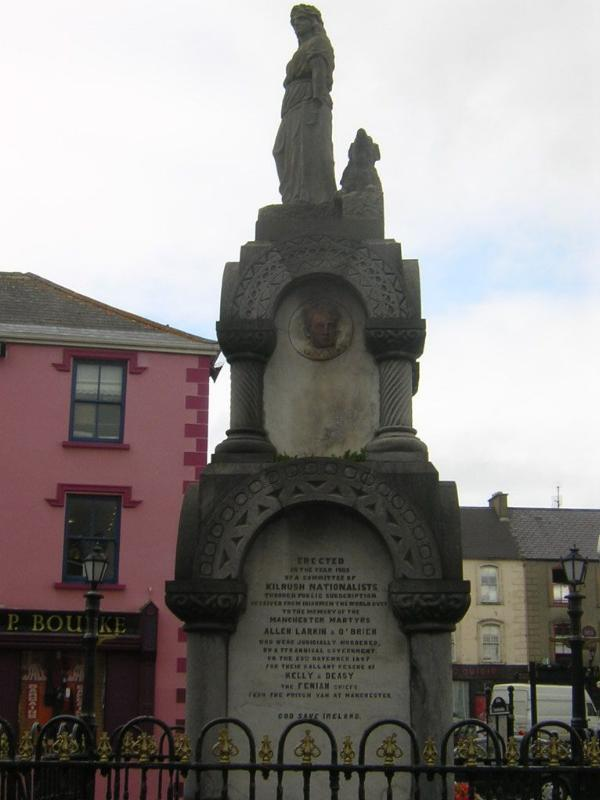
Monument aux Manchester Martyrs dans la ville

En 1837, Samuel Lewis a décrit Kilrush comme un port maritime, un marché et une ville postale. Les principales industries, surtout destinées à la consommation domestique, étaient la flanelles, les bas et les coupons de tissus. Le commerce principal était le maïs, le beurre, les porcs, les produits agricoles et les peaux. Il y avait des travaux de raffinage du sel gemme à usage domestique, une tannerie, une savonnerie et une fabrique de clous. Des succursales des banques nationales et agricoles ont été ouvertes dans la ville et une gendarmerie est également stationnée. Une petite prison est construite en 1825 et un palais de justice en 1831.
Cependant, les années famine (1845–1849) ont amené beaucoup de difficultés à Kilrush. La famine, les expulsions, la fièvre et le choléra ont réduit la population du sud-ouest de Clare à un point tel qu'elle n'a plus jamais retrouvé son nombre d'habitants d'avant la famine. Cela a été dramatisé par la radio en 1980.
À l'ère post-famine, le nom Vandeleur est devenu synonyme de la pire des expulsions de propriétaires, avec plus de 20 000 expulsés dans l'Union de Kilrush. La maison de travail de Kilrush a été témoin de terribles privations et de morts. À ce stade, Hector Vandeleur avait succédé à John Ormsby Vandeleur.

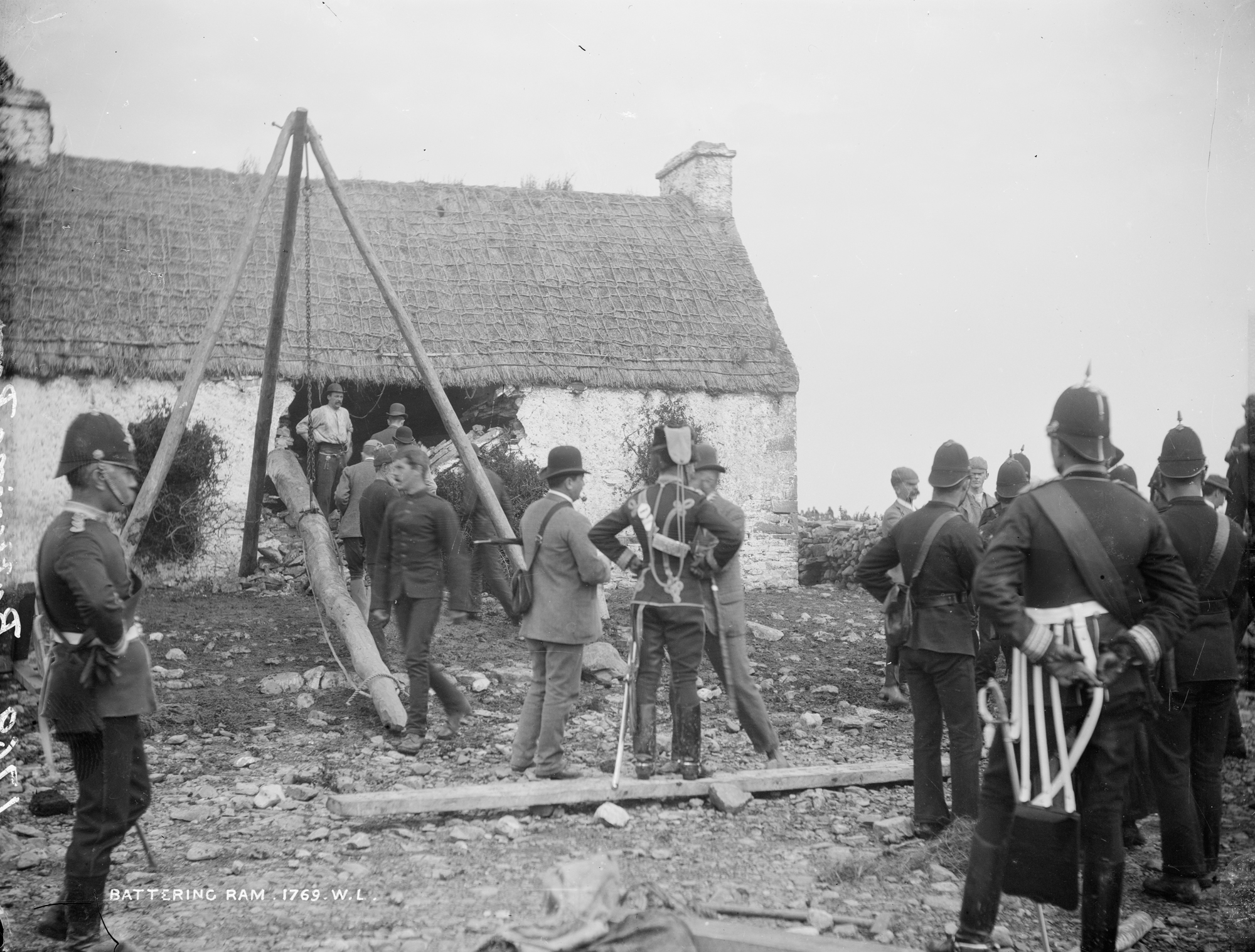
Eviction d'Irlandais chez les Vandeleur, Moyasta, Co.Clare avec des soldats, juillet 1888.

Kilrush a survécu commercialement aux revers de la Grande Famine dans une large mesure à la suite de l'arrivée du West Clare Railway vers la fin du XIXe siècle, et s'est développé en un bourg animé. Une colonie monastique vieille de 1500 ans se trouve à Scattery Island dans l'estuaire du Shannon, elle est à environ 15 minutes de Kilrush en bateau. La colonie a été fondée par St. Sénan. Elle abrite l'une des tours rondes les plus anciennes et les plus hautes d'Irlande.